# كيفن غوبي
كيفن غوبي (بالإنجليزية: Kevin Guppy)‏ هو لاعب كرة قدم أمريكي، ولد في 29 يناير 1987 في تشينو هيلس في الولايات المتحدة. لعب مع نادي شيفاز يو إس أي.